# أسفل السبب (حبيل جبر)

تعديل مصدري - تعديل

اسفل السبب هي إحدى قرى عزلة حبيل جبر بمديرية حبيل جبر التابعة لمحافظة لحج، بلغ تعداد سكانها 24 نسمة حسب تعداد اليمن لعام 2004.